# چاک کانرس
چاک کانِرس (به انگلیسی: Chuck Connors)، با نام اصلیِ کِوین جوزف کانِرس (به انگلیسی: Kevin Joseph Connors؛ زادهٔ ۱۰ آوریل ۱۹۲۱ – درگذشتهٔ ۱۰ نوامبر ۱۹۹۲) بسکتبالیست، بازیکن بیس‌بال و بازیگر اهل ایالات متحده آمریکا بود.
او در بیش از ۱۱۰ فیلم و مجموعهٔ تلویزیونی به هنرپیشگی پرداخت. از فیلم‌ها یا برنامه‌های تلویزیونی‌ای که او در آن‌ها نقش داشته‌است، می‌توان به پانچو ویا، فلیپر و جزیرهٔ وِیک اشاره کرد.

## مرگ
کانرس بر اثر سرطان ریه درگذشت.